# پاقلاتان بالا
پاقلاتان بالا، روستایی در دهستان جلابی بخش تخت شهرستان بندرعباس در استان هرمزگان ایران است.

## جمعیت
بر پایه سرشماری عمومی نفوس و مسکن در سال ۱۳۹۵، جمعیت این روستا برابر با ۵۴۳ نفر (۱۳۸ خانوار) بوده‌است.